# Тромбчин
Тромбчин (пол. Trąbczyn) — село в Польщі, у гміні Заґурув Слупецького повіту Великопольського воєводства.
Населення — 471 особа (2011).
У 1975-1998 роках село належало до Конінського воєводства.

## Демографія
Демографічна структура станом на 31 березня 2011 року:
|          | Загалом | Допрацездатний вік | Працездатний вік | Постпрацездатний вік |
| -------- | ------- | ------------------ | ---------------- | -------------------- |
| Чоловіки | 244     | 54                 | 169              | 21                   |
| Жінки    | 227     | 36                 | 143              | 48                   |
| Разом    | 471     | 90                 | 312              | 69                   |